# Convento de São Francisco (Estômbar)
O Convento de São Francisco, também chamado Convento de Santo António, Convento do Praxel ou Convento do Parchal, localiza-se no lugar do Calvário, na atual freguesia de Estômbar e Parchal, no Distrito de Faro, em Portugal.

## História
Fundado no início do século XVII por Diogo Vieira Boyo, o Convento de São Francisco – também chamado Convento do Praxel – foi doado à Ordem dos Frades Menores, ainda que a sua capacidade fosse restrita a apenas seis frades.
Este convento teve um destaque particular durante o século XVIII pelo facto de ter-se tornado num local privilegiado para sepultamento de algumas personalidades ilustres da região.
O Convento de São Francisco encontra-se em ruínas desde 1755, tendo sobrevivido alguns muros e a igreja, de planta longitudinal, de capela-mor quadrada, com capelas laterais, dispondo, uma destas, de umas escadas de acesso a umas catacumbas de onde se podem observar algumas pinturas murais.
Da estrutura hoje existente, verifica-se a existência de um claustro construído sobre um pátio com cisterna, provavelmente anteriores. Lateralmente existem vestígios do que terá sido um claustro, e arranques de paredes das construções que o envolviam.